# Tshibinda
Pour les articles homonymes, voir Tchibinda.
Le Tshibinda est un volcan de la République démocratique du Congo.

## Géographie
Le Tshinbinda est situé en Afrique de l'Est, à l'extrême est de la République démocratique du Congo, dans le centre de la branche occidentale de la vallée du Grand Rift, à proximité de la frontière avec le Rwanda qui se trouve à l'est. Il est entouré par le lac Kivu au nord-est et la ville de Bukavu au sud-sud-est.
Culminant à 2 410 mètres d'altitude, le Tshinbinda se présente sous la forme de trois cônes de scories basaltiques et de leurs coulées de lave.

## Histoire
Bien que la date de la dernière éruption du Tshinbinda soit incertaine, il semble que le volcan ait été actif il y a moins de 2 000 ans.